# Stanislav Zvolenský
Stanislav Zvolenský (Trnava, 19 novembre 1958) è un arcivescovo cattolico slovacco, dal 14 febbraio 2008 arcivescovo metropolita di Bratislava.

## Biografia
Nato a Trnava nel 1958, è ordinato sacerdote dal vescovo Julius Gábriš  il 13 giugno 1982.
Alle ore 11:30 del 7 luglio 2003 ha preso parte, nella Sala Clementina del Palazzo Apostolico in Vaticano ed alla presenza del pontefice, alla promulgazione dei decreti riguardanti dieci cause di beatificazione. 
Il 2 aprile 2004 è nominato vescovo ausiliare di Bratislava-Trnava e vescovo titolare di Novasinna. Riceve la consacrazione episcopale il successivo 2 maggio dall'arcivescovo Ján Sokol, co-consacranti l'arcivescovo Henryk Józef Nowacki e il vescovo Dominik Tóth.
Il 14 febbraio 2008, con la divisione dell'arcidiocesi di Bratislava-Trnava nelle arcidiocesi di Bratislava e di Trnava, è nominato primo arcivescovo di Bratislava. Prende possesso dell'arcidiocesi il successivo 8 marzo.
Dal 28 ottobre 2009 al 10 ottobre 2022 è stato presidente della Conferenza dei vescovi della Slovacchia.

## Genealogia episcopale e successione apostolica
La genealogia episcopale è:
- Cardinale Scipione Rebiba
- Cardinale Giulio Antonio Santorio
- Cardinale Girolamo Bernerio, O.P.
- Arcivescovo Galeazzo Sanvitale
- Cardinale Ludovico Ludovisi
- Cardinale Luigi Caetani
- Cardinale Ulderico Carpegna
- Cardinale Paluzzo Paluzzi Altieri degli Albertoni
- Papa Benedetto XIII
- Papa Benedetto XIV
- Papa Clemente XIII
- Cardinale Marcantonio Colonna
- Cardinale Giacinto Sigismondo Gerdil, B.
- Cardinale Giulio Maria della Somaglia
- Cardinale Carlo Odescalchi, S.I.
- Cardinale Costantino Patrizi Naro
- Cardinale Lucido Maria Parocchi
- Papa Pio X
- Papa Benedetto XV
- Papa Pio XII
- Cardinale Carlo Confalonieri
- Cardinale Corrado Ursi
- Cardinale Francesco Colasuonno
- Arcivescovo Ján Sokol
- Arcivescovo Stanislav Zvolenský

La successione apostolica è:
- Vescovo Jozef Haľko (2012)